# 成公 (唐)
成公（せいこう、生没年不詳）は、中国の春秋時代の唐の君主。姓は姫とも祁とも。諱は不明。
紀元前507年（魯の定公3年）、成公は楚から離反した。紀元前506年（定公4年）、呉王闔閭や蔡の昭侯と共に楚へ攻め入り、楚の都の郢を陥落させた。紀元前505年（定公5年）、楚の子期（公子結）と秦の子蒲の連合軍に攻撃され、唐は滅亡した。